# 유럽 의회 선거구
이 문서에서는 유럽 의회 선거구에 대해 설명한다.
유럽 의회의 의원 (MEP)은 각 유럽 연합 회원국의 국민에 의해 선출된다. 2002년 유럽 선거법 (The European Electoral Act 2002) 제정으로 각 회원국은 유럽 의회 선거의 선거구를 각자 다른 방식으로 구성할 수 있게 되었다. 따라서 회원국마다 선거구를 세부로 쪼갤 수도, 아니면 국가 전체가 단일 선거구로 존재할 수도 있게 된 것이다.
유럽 의회 선거구의 가장 큰 공통점은 여느 국가든 비례대표제를 적용한다는 점이다. 다만 벨기에의 독일어권 선거인단 선거구만큼은 예외로, 비례대표제가 아니라 일반적인 소선거구제 (최다득표자 당선제)로 선거가 실시된다. 또 의회 전체로 보면 유권자 규모에 따른 완벽한 비례대표제는 아닌데, 체감비례에 따라 회원국별 의석수가 별도로 할당되기 때문이다.

## 현황
현재 유럽 연합의 대다수 회원국은 전국 단위로 유럽 의회 의원을 선출하고 있다. 예외로 벨기에와 아일랜드는 선거구가 각 지방마다 설치되어 투표 집계도 따로 실시한다. 독일, 이탈리아, 폴란드도 지방마다 선거구를 두고는 있지만, 선거가 끝나고 나서는 선거구별 득표수에 비례하여 전국 단위로 당선자 수가 결정된다. 특히 독일은 각 정당이 후보자 명단을 16주 단위로 하든, 전국 단위로 하든 상관없이 신청할 수 있기에, 주별 선거구는 편의상의 구분일 뿐 사실상 전국단위 선거를 실시한다고 볼 수 있다.
선거구 제도를 바꾼 국가들도 있는데 프랑스의 경우 2004년부터 8개의 선거구를 설치하여 선거를 실시하였다가 2019년 전국선거로 전환하였다. 덴마크는 속령인 그린란드에 대해 별도의 선거구를 할당하여 선거를 실시했으나, 1985년 그린란드가 유럽 경제 공동체(유럽 연합의 전신)에서 배제되면서 사라지게 되었다. 영국은 네 구성국별로 선거구를 할당했고, 1999년 선거부터는 잉글랜드 선거구를 세분화해 총 12개 선거구를 두었으나, 2016년 유럽 연합 자체를 탈퇴하면서 유럽 의회 선거구가 자동으로 폐지되었다.
2022년 5월 3일, 국가/지역별 선거구로 치러지는 선거와는 별도로, 27개 회원국 전 국가를 아우르는 범연합 선거구를 신설해 정당명부식 비례대표제로 선거를 실시하는 개혁안이 담긴 선거 관련법 개정안이 유럽 의회에 상정되었다. 해당법안은 찬성 323표, 반대 262표로 통과되어 유럽 연합 정상회의의 승인을 남겨두고 있어 변화가 예상된다.
현재까지 총 4차례 의회 선거가 이뤄졌으며, 이는 2009년, 2014년, 2019년, 2024년 순서이다.

## 선거구 목록
다음은 유럽 의회 선거구 목록이다. 한 국가에 선거구가 하나 뿐이고 지역란에 별다른 설명이 없다면 그 회원국은 전국 단위로 선거를 실시한다는 뜻이다.

현행 선거구

| 회원국     | 선거구                        | 영어명                            | 관할 지역 | 의석수    | 의석수 | 인구 (2012년, 천 명) | 인구 (2012년, 천 명) | 지역 (km2) | 지역 (km2) |
| 회원국     | 선거구                        | 영어명                            | 관할 지역 | 최근 선거 | 현재   | 총합                 | 의원당               | 총합       | 의원당     |
| ---------- | ----------------------------- | --------------------------------- | --- | --------- | ------ | -------------------- | -------------------- | ---------- | ---------- |
| 오스트리아 | 오스트리아                    | Austria                           | - | 18        | 19     | 8,430                | 444                  | 83,879     | 4,415      |
| 벨기에     | 네덜란드어권 선거인단         | Dutch-speaking electoral college  | 플람스어 공동체 | 12        | 12     | 6,389                | 532                  | 13,521     | 1,127      |
| 벨기에     | 프랑스어권 선거인단           | French-speaking electoral college | 벨기에 프랑스어 공동체 | 8         | 8      | 4,663                | 583                  | 16,152     | 2,019      |
| 벨기에     | 독일어권 선거인단             | German-speaking electoral college | 벨기에 독일어 공동체 | 1         | 1      | 77                   | 77                   | 854        | 854        |
| 불가리아   | 불가리아                      | Bulgaria                          | - | 17        | 17     | 7,306                | 430                  | 110,900    | 6,524      |
| 크로아티아 | 크로아티아                    | Croatia                           | - | 11        | 12     | 4,269                | 356                  | 56,594     | 4,716      |
| 키프로스   | 키프로스                      | Cyprus                            | - | 6         | 6      | 864                  | 144                  | 9,251      | 1,542      |
| 체코       | 체코                          | Czech Republic                    | - | 21        | 21     | 10,511               | 501                  | 78,866     | 3,756      |
| 덴마크     | 덴마크                        | Kingdom of Denmark                | - | 13        | 14     | 5,592                | 399                  | 42,916     | 3,065      |
| 에스토니아 | 에스토니아                    | Estonia                           | - | 6         | 7      | 1,323                | 189                  | 45,227     | 6,461      |
| 핀란드     | 핀란드                        | Finland                           | - | 13        | 14     | 5,414                | 387                  | 338,435    | 24,174     |
| 프랑스     | 프랑스                        | France                            | - | 74        | 79     | 66,233               | 838                  | 656,412    | 8,309      |
| 독일       | 독일                          | Germany                           | 전국 단위 선거를 실시하나, 각 정당은 독일 16주별 후보명단을 신청할 수 있다.                                                                          | 96        | 96     | 81,932               | 853                  | 357,162    | 3,720      |
| 그리스     | 그리스                        | Greece                            | - | 21        | 21     | 11,093               | 528                  | 131,957    | 6,284      |
| 헝가리     | 헝가리                        | Hungary                           | - | 21        | 21     | 9,920                | 472                  | 93,024     | 4,430      |
| 아일랜드   | 더블린                        | Dublin                            | 더블린시, 던레러라스던주, 핑걸주, 사우스더블린주 | 3         | 4      | 1,271                | 318                  | 921        | 230        |
| 아일랜드   | 미들랜즈-노스웨스트           | Midlands–North-West               | 캐번주, 더니골주, 골웨이주, 킬데어주, 리트림주, 롱퍼드주, 라우스주, 메이요주, 미스주, 모너핸주, 로스커먼주, 슬라이고주, 웨스트미스주, 골웨이시       | 4         | 4      | 1,635                | 409                  | 37,282     | 9,321      |
| 아일랜드   | 사우스                        | South                             | 칼로주, 클래어주, 코크주, 킬케니주, 케리주, 레이시주, 리머릭주, 오펄리주, 티퍼레리주, 워터퍼드주, 웩스퍼드주, 위클로주, 코크시, 리머릭시, 워터퍼드시 | 4         | 5      | 1,675                | 335                  | 31,935     | 6,387      |
| 이탈리아   | 북서부                        | North-West                        | 발레다오스타주, 리구리아주, 롬바르디아주, 피에몬테주                                                                                                 | 20        | 20     | 15,807               | 790                  | 57,928     | 2,896      |
| 이탈리아   | 북동부                        | North-East                        | 에밀리아로마냐주, 프리울리베네치아줄리아주, 트렌티노알토아디제주, 베네토주                                                                           | 14        | 15     | 11,482               | 765                  | 62,327     | 4,155      |
| 이탈리아   | 중부                          | Central                           | 라치오주, 마르케주, 토스카나주, 움브리아주 | 14        | 15     | 11,637               | 776                  | 58,084     | 3,872      |
| 이탈리아   | 남부                          | Southern                          | 아브루초주, 풀리아주, 바실리카타주, 칼라브리아주, 캄파니아주, 몰리세주                                                                               | 17        | 18     | 13,975               | 776                  | 73,800     | 4,100      |
| 이탈리아   | 도서부                        | Islands                           | 사르데냐주, 시칠리아주 | 8         | 8      | 6,639                | 830                  | 49,932     | 6,242      |
| 라트비아   | 라트비아                      | Latvia                            | - | 8         | 8      | 2,034                | 254                  | 64,573     | 8,072      |
| 리투아니아 | 리투아니아                    | Lithuania                         | - | 11        | 11     | 2,988                | 272                  | 65,300     | 5,936      |
| 룩셈부르크 | 룩셈부르크                    | Luxembourg                        | - | 6         | 6      | 531                  | 88                   | 2,586      | 431        |
| 몰타       | 몰타                          | Malta                             | - | 6         | 6      | 420                  | 70                   | 316        | 53         |
| 네덜란드   | 네덜란드                      | Netherlands                       | - | 26        | 29     | 16,755               | 578                  | 41,540     | 1,432      |
| 폴란드     | 포모제                        | Pomeranian                        | 포모제주 | 3         | 3      | 2,287                | 762                  | 18,310     | 6,103      |
| 폴란드     | 쿠야비포모제                  | Kuyavian-Pomeranian               | 쿠야비포모제주 | 2         | 2      | 2,097                | 1,049                | 17,972     | 8,986      |
| 폴란드     | 포들라스키에 바르미아마주리   | Podlaskie and Warmian-Masurian    | 포들라스키에주, 바르미아마주리주 | 3         | 3      | 2,651                | 884                  | 44,360     | 14,787     |
| 폴란드     | 바르샤바                      | Warsaw                            | 바르샤바시와 마조프셰주 일부 | 6         | 6      | 2,795                | 466                  | 11,205     | 1,868      |
| 폴란드     | 마조프셰                      | Masovian                          | 바르샤바 선거구 관할지역을 제외한 마조프셰주 전역 | 3         | 3      | 2,499                | 833                  | 24,353     | 8,118      |
| 폴란드     | 우치                          | Łódź                              | 우치주 | 3         | 3      | 2,529                | 843                  | 18,219     | 6,073      |
| 폴란드     | 비엘코폴스카                  | Greater Poland                    | 비엘코폴스카주 | 5         | 5      | 3,350                | 670                  | 15,183     | 3,037      |
| 폴란드     | 루블린                        | Lublin                            | 루블린주 | 3         | 3      | 2,169                | 732                  | 25,122     | 8,374      |
| 폴란드     | 포트카르파츠키에              | Subcarpathian                     | 포트카르파츠키에주 | 3         | 3      | 2,129                | 710                  | 17,846     | 5,949      |
| 폴란드     | 마워폴스카 시비엥토크시스키에 | Lesser Poland and Świętokrzyskie  | 마워폴스카주, 시비엥토크시스키에주 | 5         | 6      | 4,735                | 789                  | 41,537     | 6,923      |
| 폴란드     | 실롱스크                      | Silesian                          | 실롱스크주 | 7         | 7      | 4,621                | 660                  | 12,333     | 1,762      |
| 폴란드     | 돌니실롱스크 오폴레           | Lower Silesian and Opole          | 돌니실롱스크주, 오폴레주 | 4         | 4      | 3,928                | 982                  | 29,359     | 7,340      |
| 폴란드     | 루부스키에 서포모제           | Lubusz and West Pomeranian        | 루부스키에주, 서포모제주 | 4         | 4      | 2,745                | 686                  | 36,880     | 9,220      |
| 포르투갈   | 포르투갈                      | Portugal                          | - | 21        | 21     | 10,515               | 501                  | 92,212     | 4,391      |
| 루마니아   | 루마니아                      | Romania                           | - | 32        | 33     | 21,385               | 648                  | 238,391    | 7,224      |
| 슬로바키아 | 슬로바키아                    | Slovakia                          | - | 13        | 14     | 5,408                | 386                  | 49,036     | 3,503      |
| 슬로베니아 | 슬로베니아                    | Slovenia                          | - | 8         | 8      | 2,057                | 257                  | 20,273     | 2,534      |
| 스페인     | 스페인                        | Spain                             | - | 54        | 59     | 46,773               | 793                  | 505,991    | 8,576      |
| 스웨덴     | 스웨덴                        | Sweden                            | - | 20        | 21     | 9,519                | 453                  | 438,576    | 20,885     |
| 총합       | 총합                          | 총합                              | 총합 | 751       | 705    | 445,056              | 631                  | 4,238,831  | 6,013      |

## 지도

### 지역별 선거구

벨기에
아일랜드
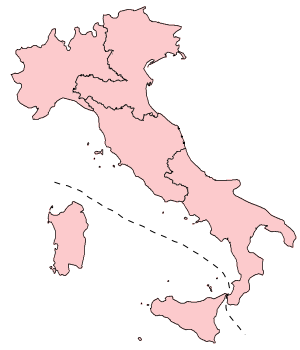
이탈리아
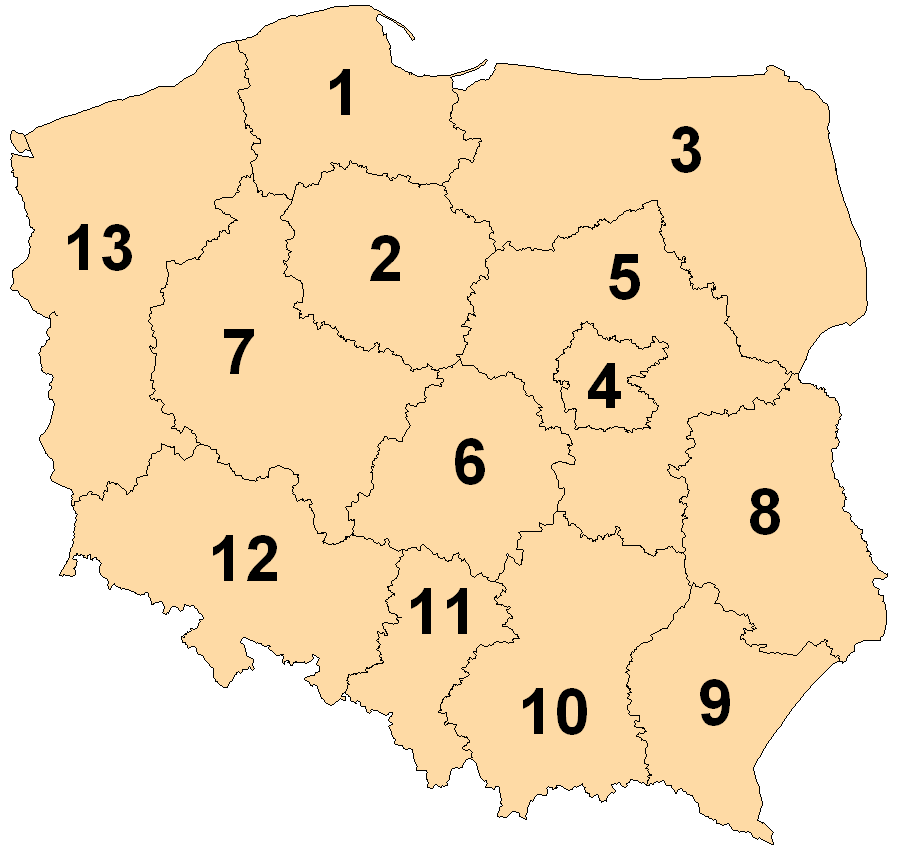
폴란드

### 옛 지역별 선거구

프랑스 (2004년~2019년)
그린란드 (1973년~1985년)
영국 (1973년~2020년)

## 같이 보기
- 유럽 의회
- 유럽 의회 의원
- 선거구
- 유럽 의회의 의석수 배분